# 高稈珍珠茅
高稈珍珠茅（学名：Scleria elata）为莎草科珍珠茅属下的一个种。

## 扩展阅读
- 維基物種上的相關：高稈珍珠茅